# Escut de Bellús
L'escut de Bellús és un símbol representatiu oficial del municipi valencià de Bellús (la Vall d'Albaida). Té el següent blasonament:
| « | Escut partit. Al primer, d'atzur, tres faixes d'or. Al segon, de gules, vuit besants d'or posats dos-dos-dos i dos. Timbrat amb corona de marquès | » |

## Història
L'escut va ser aprovat pel Decret 2.478/1963, de 7 de setembre, publicat al BOE núm. 240, de 7 d'octubre de 1963.
S'hi representen les armes compostes dels Bellvís de Montcada, marquesos de Bèlgida i senyors de Bellús.